# Saccostrea
Saccostrea is een geslacht van tweekleppigen uit de familie van de Ostreidae.

## Soorten
- Saccostrea circumsuta (Gould, 1850)
- Saccostrea cucullata (Born, 1778)
- Saccostrea echinata (Quoy & Gaimard, 1835)
- Saccostrea glomerata (Gould, 1850)
- Saccostrea kegaki Torigoe & Inaba, 1981
- Saccostrea malabonensis (Faustino, 1932)
- Saccostrea palmula (Carpenter, 1857)
- Saccostrea scyphophilla (Peron & Lesueur, 1807)
- Saccostrea spathulata (Lamarck, 1819)
- Saccostrea subtrigona (G. B. Sowerby II, 1871)